# カレン・バーガー
カレン・バーガー（Karen Berger（[ˈbɜːrɡər]）、1958年2月26日 - ）は、アメリカン・コミックスの編集者。
1993年にDCコミックスが設立したヴァーティゴ・インプリントの中心人物として、コミック界に多様なジャンルの成人向け作品が出版される流れを作ったことで知られている。現在はダークホース・コミックスのバーガー・ブックスを運営している。2018年にアイズナー賞殿堂に迎えられた。DCの同僚だったリチャード・ブルーニングは夫。

## 経歴

### DCコミックス
ニューヨーク市立大学ブルックリン校で英文学を専攻し、美術史とジャーナリズムを学んだ。1979年に卒業するとDC社の編集者ポール・レヴィッツのアシスタントとなった。それまでコミックと親しんでいなかったバーガーにとって、DCの主流であるスーパーヒーロー作品は「男性向け過ぎるように思われて」関心が持てず、別のジャンルに惹かれたという。間もなくホラーアンソロジー『ハウス・オブ・ミステリー』の担当になり、女性主人公のファンタジー『アメジスト、プリンセス・オブ・ジェムワールド』を立ち上げた。ほかの担当作品には「一大SFソープオペラ」である『リージョン・オブ・スーパーヒーローズ』や、ジョージ・ペレスがフェミニスト的な視点を取り込んで再創造した『ワンダーウーマン』がある。
バーガーは創作上の自由を尊重しており、担当作品は既存の古いキャラクターを使っていても作家の個性が反映されたものになった。アラン・ムーア原作期の『スワンプシング』の担当を作者の一人でもあるレン・ウィーンから引き継ぐと、同作が大人向け作品のジャンルを開拓するのに貢献した。ニール・ゲイマンに『サンドマン』を書かせて人気作家への道を開くなど、この時期に新しい感覚を持った英国人クリエイターがDC社に流入したのにはバーガーの功績が大きい。独自性の強いこれらのタイトルは、読者によって本流のDCユニバース（作中世界）と区別して「バーガーバース」と呼ばれた。
1993年にはバーガーを中心として大人向け作品のインプリントであるヴァーティゴが設立されるに至った。当初は『サンドマン』や『ヘルブレイザー』などDCから移籍したシリーズが多かったが、クリエイター・オウンド（アメリカンコミックの著作権は出版社が保有することが多いが、実作者が権利を所有することをこのように言う）のオリジナル作品が主流になっていった。代表的なものには『プリーチャー』や『フェイブルズ』、『インビジブルズ』、『Y:THE LAST MAN』がある。ヴァーティゴには実験的な作品を受け入れる空気があり、作家性の強い作品が集まるブランドとしての評判を確立した。
2007年にはシニア・エディターのシェリー・ボンドとともにDCの新インプリントMinxの編集統括に当たった。Minxはティーンの少女を対象としたコミックやグラフィックノベルを刊行していたが翌年に消滅した。
2012年12月3日、バーガーはヴァーティゴ役員を辞任することを発表した。このニュースは反響を呼び、『ニューヨーク・タイムズ』は「コミックの「『変な作品』の母」は次のステップへ」と題する記事を載せた。後のインタビューでは、作品やキャラクターの権利をコントロールしようとするDC社、ひいては親会社ワーナー・ブラザースの方針が離脱の動機だったと語っている。バーガーが去った後のヴァーティゴはメインの作品世界に組み込まれていき、2019年の出版ライン再編によって正式に廃止された。

### バーガー・ブックス
2017年2月、ダークホース・コミックスはクリエイター・オウンド作品の新ライン、バーガー・ブックスを設立し、バーガーをその統括に据えることを発表した。
バーガー・ブックスからはまず2017年11月に『バーガー・ブックス フリー2018プレビュー』が発行され、翌年に最初のコミックブックとして『ハングリー・ゴースツ』第1号（原作はアンソニー・ボーディンとジョエル・ローズ）などが出た。

## 評価
ウェブマガジン『ペースト』は2015年の記事で「コミック界を変えた12人の女性」の一人にバーガーを選んだ。業界のほとんどが男性で占められていた時期の有力な女性編集者であり、G・ウィロー・ウィルソンのようにコミック界入りするにあたってバーガーをロールモデルに仰いだ人物もいる。
コミック編集者としてインクポット賞（1990年）および3度のアイズナー賞（1992年、1994年、1995年）を授与されている。2018年にアイズナー賞殿堂入り。1997年から2005年にかけて連続でコミックス・バイヤーズ・ガイド・アワードの人気編集者部門に選出された。